# Бірлік (Темірський район)
Бірлі́к (каз. Бірлік) — село у складі Темірського району Актюбінської області Казахстану. Входить до складу Аксайського сільського округу.
У радянські часи село називалось Рождественське.
Населення — 101 особа (2021; 211 у 2009, 291 у 1999, 477 у 1989).